# 汉中西关机场
汉中西关机场是位于中国陕西省汉中市的一座民用机场，机场等级为3C级 。1937年开工，1938年启用，在抗日戰爭是重要軍用機場，飛虎隊美國第十四航空隊基地。2013年停航，2014年8月13日，随着汉中城固机场的通航，该机场正式废弃。

## 歷史

### 中华民国时期
始建于1937年，次年投入使用。1937年，欧亚航空公司开辟西安经汉中到达成都的民用航线，每周两班，为汉中地区民用航空运输的开端。
1938年，中国航空公司开辟西安经汉中到达成都的同一航线。
1945年，中国航空公司增辟重庆-汉中-宝鸡航线，每两周一班，后因战事停运。

### 抗日战争空战相关
抗战时期汉中是大后方的重镇，日本飞机从武汉起飞，溯汉水而上，常来汉中侦察、骚扰和轰炸。美国空军将领陈纳德领导的“飞虎队”，有一部分驻扎在汉中，飛虎隊美國第十四航空隊基地在此。他们的兵营就在城外西北部，从城内北校场的西北角可以去。当时城墙上有一根井绳下垂到城外，沿着井绳攀登，可以上下自如去到兵营。美国“飞虎队”在汉中时期，留下了异常难得的影像资料。

### 1949年後发展
汉中解放前后曾移交汉中军分区、军委民航局成都管理处及民航北京管理处。
1950年，汉中机场承担西安至成都、重庆、昆明三条国内干线和北京至仰光的国际航线通信、导航任务。
1960年由民航陕西省局筹建汉中航空站，1974年11月2日，汉中机场更名为汉中西关机场，机场等级为3C级，航站楼面积为600平方米，跑道长1800米。西安-汉中航线也开始正式营运，担负民航客、货、邮运输业务，机型为苏制里二型客机和伊尔14型客机，分别载20和32人，每周六班。西安至汉中航程245公里，1981年每周执行三班。1985年每周执行二班。
1989年起隶属于民航西北管理局。1995年夏秋航班中国西北航空公司每周1、3、6使用运七型飞机执行西安-汉中航线，航班号WH2233/4。
从2000年10月起，该机场先后两次因跑道等级低，无法适应喷气式飞机起降而被迫停航。
2001年3月2日汉中市开始改造西关机场跑道，该工程于2002年4月21日竣工，中国民航最后一个土跑道机场宣告结束。4月24日由多尼尔328型飞机试航成功，4月28日，汉中西关机场正式复航。
2004年，汉中航空站改为汉中机场有限公司，海航夏秋航季执行每日两班西安-汉中往返航线，全年共安全保障各类飞行1512架次，进出港旅客3.74万人次，货邮吞吐量48.4吨。
2006年6月，汉中西关机场划入西部机场集团。2010年9月，汉中飞往西安的飞机停飞。
2011年4月29日，停飞7个月的汉中机场复航，机型由原来的多尼尔328（32座）更换为52座级的新舟60。
2012年2月，汉中西关机场因净空等原因停止运营。

### 迁移及停用
由于汉中西关机场离市区较近，城市发展与航空飞行相互干扰，同时随着汉中经济的发展，虽经过多次改造，但原有机场只能起降支线飞机，已不能满足运输需求，因此，汉中新机场的修建规划应运而生。在经历了多年的争取、协调之后，最终确定汉中城固机场军民合用的方案。
2013年12月27日，汉中西关机场整体转场汉中城固机场而彻底关闭。之后西关机场地块被重新规划，但截至2022年，部分地块临时用作装饰批发市场，而跑道则改建为市政道路汉宁路

## 航班
- 海南航空（西安）